# Skorbut
Skorbút je bolezen, ki jo povzroča pomanjkanje vitamina C. Med zgodnje simptome bolezni spadajo splošna oslabelost, utrujenost in otečenost okončin. Če bolnik ne prejme ustreznega zdravljenja oziroma ima še naprej pomanjkanje vitamina C, se lahko pojavijo slabokrvnost, vnetje dlesni, spremembe na laseh in krvavitve v koži. Pri dodatnem napredovanju bolezni je lahko moteno celjenje ran, pojavijo se lahko spremembe osebnosti, povečana je dovzetnost za okužbe in naposled lahko nastopi smrt zaradi okužb ali krvavitev.
Simptomi skorbuta se pokažejo po vsaj enem mesecu brez vnosa ali premajhnega vnosa vitamina C. V današnjih časih se skorbut razvije predvsem pri osebah z duševno motnjo, neobičajnimi prehranjevalnimi navadami, alkoholikih in pri starostnikih, ki živijo sami. Dejavnika tveganja sta tudi malabsorpcija (okvarjeno vsrkavanje hranil iz črevesja) in dializa.
Številne živalske vrste so zmožne same v telesu proizvajati vitamin C, človeški organizem pa ga ne more sam sintetizirati in ga mora v dovoljšnjih količinah prejemati s hrano. Vitamin C je antioksidant, ki je v telesu potreben za tvorbo kolagena, karnitina in kateholaminov ter sodeluje pri absorpciji železa iz hrane v črevesju. Drugo ime za vitamin C je askorbinska kislina, izraz pa izhaja iz latinske besede scorbutus (slovensko skorbut). Diagnoza običajno temelji na kliničnih znakih, rentgenskem slikanju ter na podlagi izboljšanja po zdravljenju z nadomeščanjem ustreznih količin vitamina C.
Zdravljenje temelji na peroralnem nadomeščanju vitamina C. Do izboljšanja stanja pride ponavadi že po nekaj dneh, za popolno okrevanje pa je potrebnih več tednov. Prehranski viri vitamina C so med drugim citrusi, druge vrste sadja (acerola, črni ribez, borovnice, kivi, jagode) ter številne vrste zelenjave (na primer rdeča paprika, brokoli, paradižnik). Toplotna obdelava, na primer kuhanje, pogosto zmanjša vsebnost vitamina C v hrani.
V primerjavi z nekaterimi drugimi boleznimi, ki so posledica pomanjkanja določenih hranil, je skorbut redka bolezen. Pogosteje se pojavlja v državah v razvoju, kjer je prisoten problem nedohranjenosti. Nekateri podatki kažejo, da je razširjenost skorbuta med prebežniki iz prizadetih predelov sveta 5- do 45-odstotna. Prvič so skorbut opisali že v starem Egiptu. V zgodovini je bolezen predstavljala težavo pri dolgih pomorskih potovanjih in je pogosto med pomorščaki na daljših plovbah zahtevala številne žrtve. V obdobju pomorske trgovine nekje od 15. stoletja ocenjujejo, da je na daljših plovbah zaradi skorbuta umrla polovica posadke.   Škotski zdravnik, kapitan v Britanski kraljevi mornarici James Lind (1716–1794) je prvi ugotovil, da pri bolezni pomaga uživanje citrusov in to zapisal v knjigi A Treatise of the Scurvy (slovensko: Razprava o skorbutu). O uspešnem zdravljenju bolnikov s skorbutom s citrusi je pisal leta 1753. Šele leta 1975 je kraljeva mornarica pomorščakom rutinsko dajala limonov sok. Španci so poznali citruse kot zdravilo proti skorbutu že v 16. stoletju, več kot sto let pred rojstvom Jamesa Linda.

## Simptomi
Naslednji simptomi nastopijo običajno šele po večmesečnem pomanjkanju vitamina C v organizmu:
- vnetje dlesni in krvavitve iz njih
- izpadanje zob
- izčrpanost
- počasno celjenje ran
- dermatitis
- vnetje sklepov
- visoka vročina
- anemija
- osteoporoza
- edemi spodnjih okončin

Smrt lahko nastopi zaradi srčne insuficience. 

## Vzroki
Vzrok je pomanjkanje vitamina C (avitaminoza), kar pomeni dnevno manj od 20 mg zaužitega vitamina C. Priporočena količina dnevnega vnosa je 75 mg. Vitamin C sodeluje pri sintezi kolagena v vezivnem tkivu in deluje kot oksidacijsko ali redukcijsko sredstvo v telesu. Prav zaradi tega pa je pomemben za obrambo telesa pred močno reaktivnimi in zaradi tega škodljivimi snovmi.

## Zdravljenje
Zdravljenje skorbuta vedno temelji na dajanju vitamina C, na primer v obliki šumečih tablet, soka citrusov ali z uživanjem obilnih količin svežega sadja in zelenjave.

## Etimologija
Izvor besede skorbut ni popolnoma pojasnjen. Po neki razlagi naj bi beseda izhajala iz nizozemščine, in sicer iz besede Scheurerbek (slovensko: ranjena usta). Nekateri razlagajo, da ima beseda izvor v germanski besedi Skyrbjúgr (Skyr = Skyr, Bjúgr = sprememba tkiva) – torej bolezen, ki nastane ob prehrani s hrano z malo vitamini (na primer skuta).